# L'albero di Natale (film 1969)
L'albero di Natale (L'arbre de Noël) è un film del 1969 diretto da Terence Young.
È stato definito «il film più lacrimoso degli anni sessanta».

## Trama
Marcel, un bambino di dieci anni rimasto orfano della madre, è in vacanza in Corsica con il padre Laurent e la sua compagna Catherine. Mentre Marcel si trova su un gommone, ed il padre sott'acqua, avviene in cielo l'esplosione di un aereo militare dal quale è paracadutata una bomba atomica che finisce in mare. Il seguito di questo incidente provocherà nel bambino danni irreversibili alla salute, con una leucemia fulminante che gli lascerà pochi mesi di vita. Sarà quindi una gara contro il tempo durante il quale Laurent offrirà al figlio il periodo più bello della sua breve vita fino al tragico epilogo, la sera della vigilia di Natale.

## Produzione
Frutto di una co-produzione italo-francese, il film è stato girato negli Studi di La Victorine a Nizza e di Boulogne a Parigi, nella città di Parigi, nel castello di Castellane nel dipartimento delle Alpi dell'Alta Provenza, a Saint-Tropez e in Corsica.
Il soggetto è ispirato all'incidente di Palomares del 1966, menzionato in una scena del film.

### Regia
Terence Young è stato coadiuvato dal regista della seconda unità Bernard Farrel e dagli assistenti alla regia Paul Feyder, Xavier Gélin, Jean Szniten.

## Distribuzione

### Edizioni home video
Nel maggio 2015 è stata prodotta e distribuita una edizione in DVD in versione integrale in quanto, nell'edizione originale in lingua italiana per le sale cinematografiche, alcune scene erano state tagliate. Le parti aggiuntive e non doppiate sono in lingua francese e sottotitolate in lingua italiana (Golem Video Cineclub Classico - ASIN: B00V1DYIDK).

## Curiosità
Nell'edizione originale il bambino protagonista di dieci anni si chiama Pascal. Per un qualche motivo non precisato, nell'edizione doppiata per il mercato italiano, il nome è Marcel.
Nell'edizione in lingua inglese il titolo era: When Wolves Cry ("Quando I Lupi Piangono").